# شهرنوش پارسی‌پور
شَهرنوش پارسی‌پور (زادهٔ ۲۸ بهمن ۱۳۲۴ در تهران) داستان‌نویس و مترجم ایرانی است. داستان‌های پارسی‌پور به زبان‌های گوناگون دنیا ترجمه شده‌است. او از سوی هجدهمین همایش پژوهش‌های زنان در آمریکا، به عنوان زن سال برگزیده شد. پارسی‌پور همچنین برندهٔ جایزهٔ بیتای ۲۰۱۶ است. او در اواخر دهه ۱۳۷۰ و چندی پس از انتشار کتاب زنان بدون مردان و ممنوع شدن آن در ایران، به آمریکا کوچ کرد و در حومهٔ سان فرانسیسکو زندگی می‌کند.

## زندگی
شهرنوش پارسی‌پور در شهر تهران از مادری تهرانی و خانه‌دار و پدری شیرازی که قاضی دادگستری بود متولد شد. او در رشتهٔ علوم اجتماعی در سال ۱۳۵۲ از دانشگاه تهران دانش‌آموخته شد و سپس برای ادامهٔ تحصیل در رشته زبان و فرهنگ چینی وارد دانشگاه سوربن شد. پارسی‌پور در سال ۱۳۴۶ با ناصر تقوایی ازدواج کرد و در سال ۱۳۵۲ از او جدا شد. سپس در سال ۱۳۵۹ به ایران بازگشت.

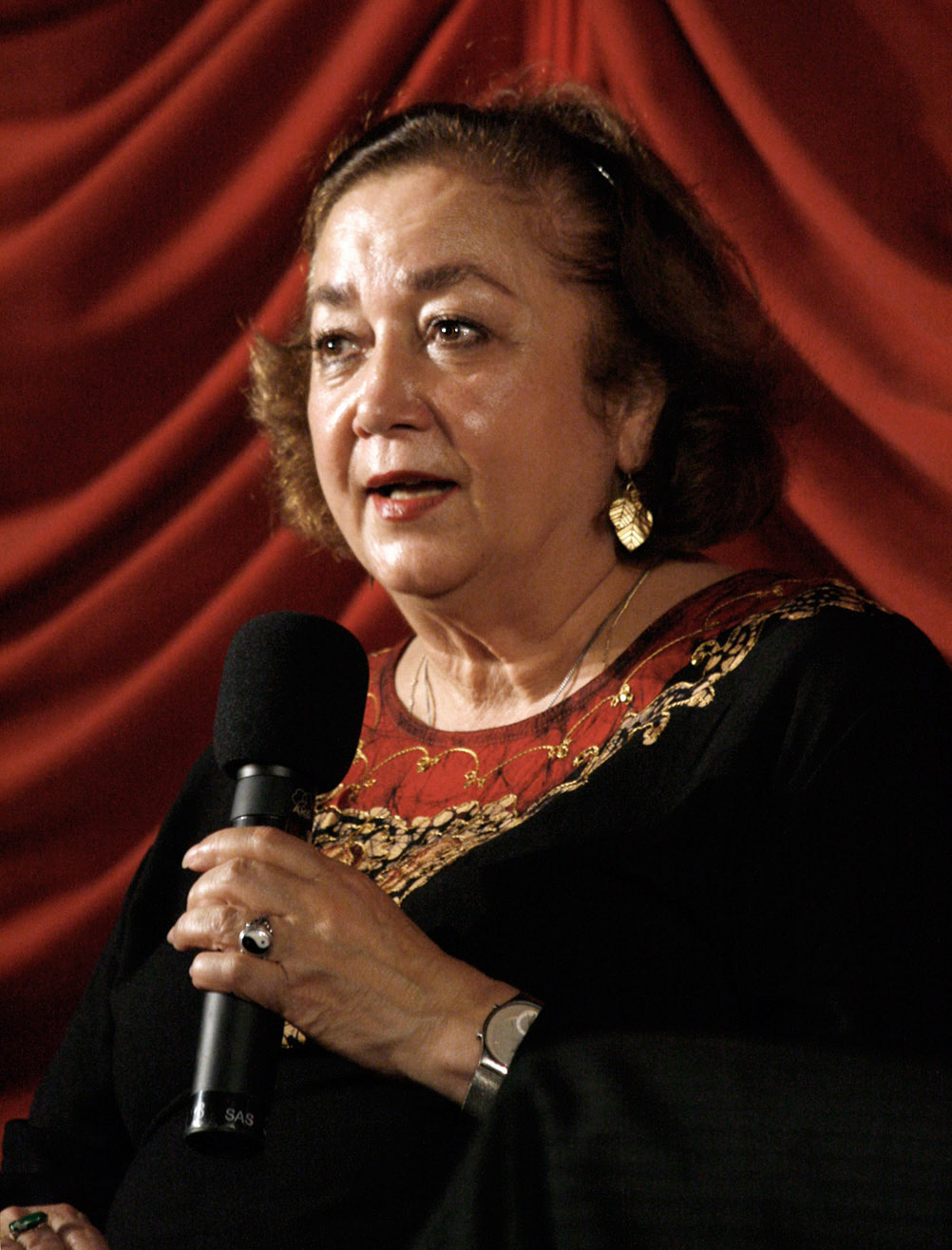

پارسی‌پور نویسندگی را از ۱۳ سالگی آغاز کرد و از ۱۶ سالگی داستان‌هایش با نام مستعار در گاهنامه‌های گوناگون به چاپ می‌رسید. نخستین رمان او سگ و زمستان بلند نام دارد که در تابستان ۱۳۵۳ کار نوشتن آن پایان یافت.
پارسی‌پور همچنین در تلویزیون ملی ایران تهیه‌کننده برنامه «زنان روستایی» بود و در بهمن ۱۳۵۳ در اعتراض به اعدام خسرو گلسرخی و کرامت‌الله دانشیان و دستگیری نویسندگانی مانند غلامحسین ساعدی، هوشنگ گلشیری، فریده لاشایی و پرویز زاهدی از تلویزیون استعفاء داد. مدتی پس از استعفاء او را بازداشت کردند و ۵۴ روز را در زندان سپری کرد. پس از زندان به فکر مهاجرت به کانادا افتاد اما منصرف شد. بار دوم در مرداد ۱۳۶۰ با اینکه خود وابسته به هیچ سازمان سیاسی نبود، به خاطر همراه داشتن نشریات متعلق به برادرش در خودرو، هنگام ملاقات با خواهر زندانیش دستگیر شد و برای ۴ سال دیگر به زندان افتاد.
پارسی‌پور پس از آزادی، به کار ترجمه و تأسیس کتاب‌فروشی در زیرزمینی در خیابان سنایی مشغول شد. بعد از چاپ کتاب زنان بدون مردان، کمیته منکرات او را احضار کرد و دربارهٔ کتاب و اینکه چرا از بکارت نوشته‌است او را بازجویی و زندانی کردند. پس از آن بود که شهرنوش به آمریکا مهاجرت کرد.
در مصاحبه‌ای که واکنش‌های بسیاری برانگیخت، پارسی‌پور عنوان کرد که با صیغه (متعه) موافق است و اگر مردهایی هستند که از این قانون سوءاستفاده می‌کنند، مسئله‌ای دیگر است که باید جداگانه بررسی شود.

## نوشته‌ها
شناخته‌ترین کارِ پارسی‌پور در ایران طوبا و معنای شب و بیرون از ایران زنان بدون مردان است.

### رمان‌ها
- سگ و زمستان بلند (۱۳۵۵)
- طوبا و معنای شب (۱۳۶۸)
- عقل آبی (۱۳۷۱)
- ماجرای ساده و کوچک روح درخت (۱۳۷۸)
- شیوا (۱۳۷۸)
- بر بال باد نشستن (۱۳۸۱)
- کمی بهار (۱۳۹۸)

### مجموعه داستان
- تجربه‌های آزاد (۱۳۵۷ بازچاپ در ۱۳۷۱)
- آویزه‌های بلور (مجموعه داستان ۱۳۵۶)
- زنان بدون مردان (۱۳۶۸)
- آداب صرف چای در حضور گرگ (۱۳۷۲)[۱۳]

### سایر تالیفات
- توپک قرمز (داستان کوتاه ۱۳۴۸)
- ماجراهای کوچک
- خاطرات زندان
- گرما در سال صفر (۱۳۸۲)

### ترجمه‌ها
- شکار جادوگران در دهکده سلیم (شرلی جکسن)
- پیراروانشناسی
- رازهای اختر گویی، ئی چینگ (ایو تیفری) ۱۳۷۲
- از کنفسیوس تا راه‌پیمایی دراز دلفین دولرس
- تاریخ چین (چهار جلد)
- سیر باختر
- لائودزه و مرشدان دائویی (ماکس کالتن مارک)
- داستان‌های مردان تمدن‌های مختلف
- صخره تانیوس از امین معلوف

## درخواست کمک مردمی (۱۳۹۷)
در اسفند ۱۳۹۷ پارسی‌پور با انتشار ویدئویی در فیس‌بوک دربارهٔ مشکلات مالی‌اش در سن ۷۳ سالگی نوشت. در این ویدئو او توضیح می‌دهد که از پس هزینه‌های زندگی بر نمی‌آید. این ویدئو واکنش کاربران شبکه‌های اجتماعی را برانگیخت و موجب شد تعدادی از چهره‌های فرهنگی، پویشی اینترنتی برای کمک به این نویسندهٔ مشهور راه‌اندازی کنند. این پویش ۴ روز بعد با ۳۰۹۶۰ دلار تکمیل شد.

## افتخارات
- دکتری عالی ادبیات افتخاری از دانشگاه براون، ۲۰۱۰[۱۵]